# Dhongariva spinosa
Dhongariva spinosa är en insektsart som beskrevs av Webb 1983. Dhongariva spinosa ingår i släktet Dhongariva och familjen dvärgstritar. Inga underarter finns listade i Catalogue of Life.